# Monster musume no iru nichijō
Monster musume no iru nichijō (モンスター娘のいる日常, Monsutā musume no iru nichijō) est un manga écrit et dessiné par Okayado. Il est prépublié depuis mai 2012 dans le magazine Monthly Comic Ryū et édité en volumes reliés depuis septembre 2012 par Tokuma Shoten. Une adaptation en anime produite par le studio Lerche est diffusée entre juillet et septembre 2015 sur Tokyo MX au Japon et en simulcast sur Crunchyroll dans les pays francophones. C'est un manga ecchi à la première lecture mais qui traite de la différence et du racisme en toile de fond.

## Synopsis
Depuis des années, le gouvernement japonais a gardé un secret : les créatures mythiques comme les centaures, les harpies et les lamias existent. Trois ans avant le début de l'histoire, les autorités ont mis à la lumière l’existence de ces créatures et ont fait passer une loi, la « Loi d'échanges culturels inter-espèces ». Depuis lors, ces êtres sont devenus une partie de la société humaine, vivant dans des familles ordinaires comme des étudiants faisant un échange à l'étranger, mais avec d'autres obligations et restrictions, les principaux étant l'interdiction de violence envers les humains et vice-versa et de ne pas sortir sans son hôte.
Kimihito Kurusu n'était pas volontaire au programme d'échange, mais lorsque Mlle Smith lui amena par erreur Miia, une lamia très peureuse et embarrassée, ce dernier n'a pas eu le cœur de la renvoyer et ils commencèrent à vivre ensemble. À la suite de l'histoire, Kimihito rencontre et abrite d'autres demi-humains féminins, d'espèces différentes à chaque fois. Certaines arrivent plus ou moins par accident, d'autres sont forcées par Mlle Smith, et le héros ne met pas longtemps à se retrouver dans un environnement mouvementé où il lutte pour vivre en harmonie avec ses nouvelles colocataires tout en gérant à la fois leur avances constantes et les aider à bien s'entendre dans le monde humain. La situation prend une nouvelle tournure après les changements de la loi sur la relation de ces êtres et les humains, lorsque Mlle Smith lui apprend qu'il doit choisir l'une des filles afin de l'épouser.

## Personnages

### Personnages principaux
Kimihito Kurusu (来留主 公人, Kurusu Kimihito)
Voix japonaise : Junji Majima
Kimihito est le personnage principal. C'est un humain qui participe involontairement au programme d'échange, à la suite d'une erreur d'adresse. Il est gentil, plein de compassion et n'hésite pas à aider son prochain, ce qui lui vaut d'être un bourreau des cœurs malgré lui. Pourtant, il n'est pas forcément contre l'idée d'avoir des relations sexuelles avec ses invitées, bien qu'il se retienne principalement à cause de la loi. Son indéfectible malchance lui vaut de se retrouver dans des situations embarrassantes. Il est surnommé "Darling" par Miia.
Miia (ミーア, Mīa)
Voix japonaise : Sora Amamiya
Mîa est une lamia, créature au buste de femme et au corps de serpent. Elle est la première à vivre avec Kimihito, et elle éprouvera pour lui des sentiments amoureux dès le premier jour à cause de sa grande tolérance. Romantique, extatique avec des penchants un peu lubriques, elle est prête à tout pour plaire à Kimihito. Elle est aussi une très mauvaise cuisinière car, en tant que carnivore, ses papilles gustatives ne sont pas très développées.
Papi (パピ, Papi)
Voix japonaise : Ari Ozawa
Papi est une harpie. Malgré son caractère et son physique d'enfant, elle a le même âge que Miia. Puérile, versatile et instinctive, elle n'en est pas moins douce et pleine de tendresse. Elle a une vraie cervelle d'oiseau et peut aller jusqu'à oublier son propre nom. Elle s'entend également très bien avec Sû.
Centorea "Cerea" Shianus (セントレア・シアヌス, Sentorea Shianusu) / Cerea (セレア, Serea)
Voix japonaise : Natsuki Aikawa
Centorea est une centauresse, très attachée aux traditions de son peuple, se promenant librement en ville afin de trouver celui qui deviendra son "seigneur". Elle croisera par pur hasard la route de Kimihito et sera touchée par son courage; elle le choisit donc pour être son maître. Petit à petit, sa dévotion se transformera en amour, bien qu'elle tente péniblement de le cacher. Elle a un esprit très chevaleresque et combattif mais se retrouve souvent dans des situations embarrassante à cause de sa (trop) forte poitrine.
Sûu (スー, Sūu)
Voix japonaise : Mayuka Nomura
Sû est une slime arrivée illégalement au Japon. Elle arrivera chez Kimihito alors qu'elle cherchait de l'eau, son apparence change en fonction de la quantité d'eau qu'elle a absorbée (elle peut alors passer de la forme d'une petite boule à celle d'une plantureuse jeune femme) et son caractère change selon le type d'eau. Quand elle est déshydratée, elle suce la sueur des gens aux alentours, laissant ses victimes dans un état déplorable en les faisant involontairement jouir. Ne sachant pas parler au début, elle communiquait en mimant les gestes des autres et en répétant ce qu'ils disent. Ce n'est qu'au chapitre 13 qu'elle finira enfin par parler. Elle possède de nombreux talents et s'entend très bien avec Papi. Son corps étant constitué uniquement de liquide elle est naturellement immunisée aux séances de bondage de Rachnera.
Meroune Lorelei (メロウヌ・ローレライ, Merounu Rōrerai) / Mero (メロ)
Voix japonaise : Haruka Yamazaki
Meroune est une sirène, passionnée d'histoires d'amour tragiques. Elle se déplace en fauteuil roulant car elle ne peut pas marcher avec sa queue de poisson. Elle espère même connaître une fin similaire à celle d'une tragédie, où elle serait la maîtresse décédée et très théâtrale de Kurusu. Altière et souriante, c'est une véritable princesse, les personnages le remarquant par son aura rayonnante.
Rachnera "Rachnee" Arachnera (ラクネラ・アラクネラ, Rakunera Arakunera)
Voix japonaise : Sakura Nakamura
Rachnera est une jorôgumo (créature mi-femme mi-araignée en japonais), elle a de forts penchants sadomasochistes et piège parfois Kimihito ou les filles dans sa toile pour une séance de bondage. Elle était jadis dans une autre famille d’accueil, mais son apparence et ses griffes ont terrifié ses anciens hôtes qu'ils l'ont ensuite vendue à un commerçant peu scrupuleux. Désespérée par le rejet dont elle fut la victime, elle se mit à haïr les humains qu'elle jugea faibles, odieux et cruels. En réalité, sa peur de l'abandon devint tellement maladive qu'elle se protégea sous une personnalité malsaine et doucereuse, attirée par la manipulation mentale et la "torture". Elle est intéressée par la grande tolérance et la relative pureté de Kimihito.
Lala (ララ, Rara)
Voix japonaise : Ai Kakuma
Lala est une dullahan, une espèce humanoïde à la peau bleue capable de détacher sa tête. Elle se présente comme un messager de la mort, une divinité psychopompe terrifiante et imposante. Vêtue d'une longue cape sombre, armée d'une faux noire et dotée d'une personnalité glaciale, elle est en fait très timide et atteinte de "chunibuyo", une sorte de trouble de la personnalité où l'on croit que l'on a réellement des pouvoirs, généralement obscurs et destructeurs. Elle possède cependant de réels pouvoirs comme communiquer avec les gens dans le coma et exorciser les fantômes. Elle est intriguée par Kimihito qui parvient toujours à survivre malgré les accidents que causent les filles.
Mlle Smith (墨須, Sumisu)
Voix japonaise : Yū Kobayashi
Smith est une coordinatrice du programme d'échange inter-espèces et celle qui amena par erreur Miia chez Kimihito. Elle aide Kimihito financièrement pour s'occuper des filles et s'occupe des tâches administratives, mais elle demande souvent l'aide involontaire de Kimihito pour des opérations dangereuses ou simplement pour faire la pique-assiette. Elle dirige un groupe d'intervention, le M.O.N (pour "Monster Ops Neutralization"), chargé d’intervenir contre des criminels non-humains.

### Personnages secondaires
Zombina (ゾンビーナ)
Voix japonaise : Rei Mochizuki
Zombina est une zombie et leader du M.O.N. Elle agit comme une personne normale mais est insensible à la douleur et ne semble pas pouvoir mourir. Son invincibilité lui permet de triompher de situations fatales. Elle a notamment été criblée de balles, piétinée et écrasée. Il arrive qu'elle perde des morceaux de son corps et elle doit les recoudre. Elle profite des talents de couturier de Kimihito. Elle adore les films d'horreur, spécialement les films de zombies, possède un haut sens de l'humour et son rire est très sonore.
Manako (ゾンビーナ)
Voix japonaise : Momo Asakura
Manako est une cyclope de petite taille et la tireuse d'élite du M.O.N. Polie et réservée, elle souffre d'un manque d'estime de soi et se voit parfois comme un "monstre". Le fait que Kimihito la traite comme une fille ordinaire et parvient à soutenir son regard (littéralement) la laisse totalement troublée. Son œil unique est violet foncé. Ses capacités lui permettent de frapper de manière fiable et précise des cibles à une distance de 2 km.
Tionishia (ゾンビーナ)
Voix japonaise : Yurika Kubo
Tionishia (ou Tio) est une ogresse à la peau sombre et aux longs cheveux blonds. Elle possède une corne courte et tranchante sur le front. En dépit de sa taille (2,26 mètres) et de sa force, Tio parvient à être mignonne et gentille, capable de soulager ceux qui l'entourent avec son étreinte chaleureuse et son comportement bienveillant. Pendant son service, elle porte une armure balistique et fonctionne comme un char vivant afin de protéger et de libérer les otages. En dehors du travail, elle achète toutes sortes de vêtements féminins, aime la musique pop, les sucreries et les jolies choses. Elle est ravie que Kimihito soit un tailleur habile et modifie ses vêtements (comme il le fait pour Miia) car, en raison de sa taille, la plupart de ses tenues (en particulier sa lingerie) doivent être faites sur mesure.
Doppel (ゾンビーナ)
Voix japonaise : Saori Ōnishi
Doppel dit être une doppelgänger, mais est en fait une métamorphe. Sa forme habituelle est celle d’une jeune fille à la peau gris-brun, vêtue seulement du tourbillon de ses propres cheveux blancs qui descendent jusqu'à ses chevilles. Au sein du M.O.N, Doppel utilise généralement ses capacités pour s’infiltrer et prendre l'apparence d'une personne. Doppel est espiègle et ne craint pas de jouer avec les gens juste pour le plaisir et l'excitation. Elle semble ne pas ressentir d'attirance romantique pour Kimihito.
Polt (ゾンビーナ)
Voix japonaise : Shiina Natsukawa
Polt est une kobold. De nature hyperactive, elle gère le club de sport local, "Sports Club Kobold". Le sport est toute sa vie et elle s'efforce de fournir la meilleure expérience possible à ses clients. Elle est représentée comme une humanoïde vêtue de fourrure, avec la queue et les oreilles d'un chien, mais avec un visage plus humain. Ses mains sont très larges et elle porte habituellement un short, un t-shirt et des chaussures de sport. Elle assure régulièrement le rôle de commentateur lors des compétitions et des duels entre les personnages.
Kii (ゾンビーナ)
Voix japonaise : Asami Seto 
Kii est une dryade qui a été sauvée par Papi. Elle apparaît comme une créature humanoïde à l'apparence féminine, dont les cheveux sont des feuilles. Méfiante vis-à-vis des humains, elle considère Papi et Suu comme ses amies, mais tolère à peine les autres. En fonction des nutriments qu'elle absorbe, la taille de Kii peut varier considérablement.
Draco (ゾンビーナ)
Voix japonaise : Airi Ootsu 
Draco est une Dragonewt, une créature ressemblant à un lézard avec des ailes de dragon (qui ne sont pas assez puissantes pour lui permettre de voler). Draco s'habille avec style avec un pantalon élégant, une chemise et un trench-coat (ce qui lui donne une apparence très masculine). Après sa première rencontre avec Miia et Kimihito, elle est placée en garde à vue par Mme Smith pour être sortie sans sa famille d'accueil. Sa punition est de courir un marathon de 40 kilomètres, supervisé par Polt. Le bout de la queue de Draco est très sensible (une particularité qu'elle partage avec Miia).
Lilith (ゾンビーナ)
Voix japonaise : Atsumi Tanezaki 
Lilith est une petite diablesse, un démon mineur de la taille d’un enfant, qui utilise généralement un sweat à capuche pour cacher ses cornes, ses ailes de chauve-souris et sa queue. D'un caractère généralement désagréable, elle tire une grande joie de provoquer et de semer la discorde, et se sert pas uniquement de son apparence pour faire croire aux gens qu’elle est simplement une enfant innocente. Après que Lilith ait commis l'erreur de se moquer du corps d'araignée de Rachnera, cette dernière l'enlève et transforme Lilith en son "jouet" personnel.
Yukio (雪緒)
Yukio est une Yuki-onna (ou "femme des neiges"). C'est une femme grande, élégante, à la peau bleu pâle et sans pupille, qui a le pouvoir de contrôler la glace, mais peut en perdre le contrôle si ses émotions sont trop intenses. Elle gère une station thermale mixte, dont le propriétaire est son fiancé humain. Afin de résister à la chaleur dans certaines zones de la station, elle utilise un costume spécial (une sorte de scaphandre). Malheureusement, son comportement froid et intimidant a chassé les clients, qui ont déserté son établissement. Grâce aux conseils de Cerea et de Kimihito, elle regagne de la popularité chez les clients et organise désormais des rencontres dans les bains mixtes. Elle finit aussi par apprendre à sourire.
Ils Nineta (ルズ・ナインティ)
Ils Nineta est une renarde à neuf queues qui réside dans un sanctuaire situé près de la station thermale de Yukio. Sous sa forme de base, elle ressemble à une fille avec la fourrure, les oreilles, le nez et les dents d'un renard, ainsi que neuf queues. Comme Doppel, elle peut se transformer en presque n'importe quoi, mais cela ne s'applique qu'à elle-même, pas à ses vêtements. Comme son sanctuaire rencontre des problèmes d'argent, elle organise (avec l'aide de Kimihito, Miia et Rachnee) un exubérant spectacle de "magical girl" afin d'attirer les visiteurs. Le spectacle est un succès mais le prêtre du sanctuaire finit par le découvrir et, fâché, il la punit en refusant de lui donner ses sushis préférés. Cependant, la renarde essayera de redémarrer le spectacle.
Cathyl
C'est une minotaure qui réside dans une ferme laitière aux côtés de Merino, Ton et Cott. C'est une femme très grande et musclée, énergique et d'un tempérament assez colérique. Elle mesure 2,31 mètres, possède des cornes de taureau, une longue queue de cheval noire et blanche, des sabots et une queue de vache. Cathyl possède des seins énormes qu'elle doit faire traire fréquemment, ce qui l'embarrasse car elle déteste utiliser des machines à traire. C'est donc Kimihito qui écopera de cette tâche. Elle est en couple avec le propriétaire de la ferme.
Merino
C'est une Pan qui réside dans la ferme où vivent Cathyl, Ton et Cott. Douce et altruiste, elle possède des cornes en forme de bélier et des pupilles rectangulaires. Son corps est recouvert de laine et il doit être régulièrement tondu. Trop gênée pour demander à Cathyl, elle demande finalement à Kimihito de bien vouloir s'en occuper. L'arrivée de nouveaux employés à la ferme règlera le problème.
Con & Ton
Deux agnelles jumelles qui vivent dans la ferme aux côtés de Cathyl et Merino. De nature espiègle, elles ont la peau bronzée et sont dotées de petites cornes de chèvre. Si elles sont semblables à Merino, elles ont sur le corps un coton ressemblant à de la toison, qui doit également être tondu. Après que le propriétaire du ranch a fait venir de nouveaux assistants, elles n'ont plus à s'inquiéter du problème.
Liz & Kinu
Deux agents travaillant pour une société de sécurité privée. Liz est une lézarde et, comme Draco, a des écailles et une queue de lézard, tandis que Kinu est une Oni. Cette dernière est grande avec une peau rougeâtre et deux courtes cornes. Si les deux femmes sont très confiantes, elles ne s'accordent pas toujours : Liz reproche à Kinu d'être stupide, sans se rendre compte qu'elle même est très mauvaise conductrice.
Octo
Une Scylla qui a l'apparence d'une jeune femme avec huit tentacules de pieuvre au lieu des jambes et deux à la place des cheveux. La rumeur dit qu'elle serait une sorcière qui, avec sa magie, dupe et incite les sirènes à se détourner du droit chemin et à s'enfuir avec leurs amoureux. Elle réside dans une grotte gardée par des anémones de mer géantes.
Shishi
Une Jiangshi originaire de Taïwan et une vieille connaissance de Zombina (elles sont toutes les deux des mortes-vivantes). Elle se rend clandestinement au Japon pour échapper à la vigilance du Bureau des échanges culturels. Shishi est une pratiquante régulière du Tai Chi, ce qui l'aide à surmonter sa rigidité cadavérique et la rend inhabituellement agile pour son espèce (qui se déplace généralement par petits sauts). Elle et Zombina entraîneront Kimihito à une convention doujinshi de type yaoi.
Abey
Une abeille tueuse qui est entrée illégalement au Japon grâce à un passeur. Elle a été catégorisée comme "dangereuse" à cause de son comportement agressif le jour de son entretien pour l'échange inter-espèces. Ce jour-là, elle a été humiliée par Rachnera et lui en veut depuis énormément. Elle a la capacité de contrôler les abeilles et les frelons.
Kino
Une matango (semi-humaine dont certaines parties du corps présentent l'aspect de divers champignons) timide et gênée par son incapacité à contrôler la dispersion de ses spores (hautement hallucinogènes). Elle a les pupilles en forme de croix. Note : "Matango" semble être une référence au film japonais du même nom.
Curie Drakulya
Une vampire qui est entrée illégalement au Japon. De nature réservée le jour, fuyant la foule, son comportement bascule et elle devient menaçante après le coucher du soleil. Elle est effrayée par les espaces clos comme les cercueils et la vue du sang la rend nauséeuse. Elle se lie d'amitié avec Papi (cette dernière l'appelle tout le temps "Kyuuri", qui signifie "concombre" en japonais). Elle kidnappe Kimihito mais les choses finissent par s'arranger.

### Autres personnages
La mère de Miia
Comme sa fille, c'est une Lamia d'apparence assez jeune. Comme le veut la tradition chez son espèce, elle souhaite ardemment trouver un mari pour sa fille et tente à de nombreuses reprises de forcer la main à Kimihito (allant même jusqu'à paralyser temporairement les filles de la maison avec une toxine pour écarter toutes les autres prétendantes). Elle se soucie profondément de l'avenir de Miaa, mais finit par admirer la détermination de Kimihito et sa nature généreuse. Elle tentera quand même de le séduire, mais sera arrêtée par Rachnera.
La mère de Papi
Elle est très jeune et ressemble trait pour trait à sa fille, à l'exception de ses longs cheveux blanchis et de sa peau bronzée. Même si son espèce a tendance à ne pas rester très longtemps au même endroit, la mère de Papi considère que les harpies sont libres et n'ont aucune règle à respecter. Elle ne voit donc aucun problème à ce que sa fille Papi reste avec Kimihito.
La mère de Centorea
Fière et élégante, elle est venue voir sa fille Centorea sous prétexte de rencontrer son "boute en train" (un homme attrayant qui facilite l'accouplement entre le mâle et la femelle). Mais quand Centorea s'oppose à elle avec l'intention de désobéir à cette coutume et lui révèle qu'elle sert Kimihito comme son maître, elle ne l'accepte pas, ce qui entraîne un duel entre les deux femmes …
La mère de Mero
La reine du royaume des sirènes. D'une extrême élégance, elle semble très froide avec sa fille, la princesse Mero. Si dans un premier temps, elle ordonne à sa fille de mettre fin à son séjour chez Kimihito, elle finit par y renoncer. Malgré tout, elle s’immisce plusieurs fois dans la vie de sa fille en faisant ajouter des innovations à la maison de Kimihito (sans son approbation) et en achetant à Mero un fauteuil roulant flambant neuf.
Ren Kunanzuki (九菜月 レン)
La fille de la première famille d'accueil de Rachnera, qui "a vendu" Rachnera parce que cette dernière a accidentellement frappé Ren avec ses griffes. Elle se présente chez Kimihito afin de convaincre Rachnera de revenir chez elle.
Sebasstian (サバスチャン) et Flounnder (ポチョムキンメ)
Deux poissons majordomes envoyés par la reine des sirènes afin de ramener sa fille Mero à la maison.
Yuuhi Hajime (一夕日)
Une jeune fille en phase terminale avec laquelle Lala se lie d'amitié lors d'une visite à l'hôpital. Afin de lui sauver la vie sans enfreindre son code de conduite de guide des âmes, Lala transforme la jeune fille en zombie en utilisant l'une des dents de Zombina (qu'elle lui a volée), une action pour laquelle les parents de Yuuhi seront extrêmement reconnaissants.
Les trois suceuses de sang
Il s'agit de trois filles qui goûtent au sang de Kimihito lors du salon d'échange inter-espèces. La première, Leechi, est une fille-sangsue qui doit porter une combinaison spéciale en cuir car c'est une invertébrée. Sa personnalité extravertie rappelle celle de Zombina. La seconde, Moskii, est une fille-moustique très mince dont la salive anesthésie la piqûre. La troisième, Yatsume, est une fille-lamproie dotée d'une personnalité douce et attentionnée. Les trois filles partagent un logement avec la vampire Curie.

## Média

### Manga
Le manga Monster musume no iru nichijō est écrit et dessiné par Okayado. Il est prépublié depuis mai 2012 dans le magazine Monthly Comic Ryū. Le premier volume relié est publié par Tokuma Shoten le 13 septembre 2012, et vingt tomes sont commercialisés au 13 mars 2025. Le manga vient d'être licencié en France en date du 3 octobre 2017 par Ototo Manga, le premier et le deuxième tome ayant été annoncé pour le 3 novembre 2017, et il est également publié en anglais par Seven Seas.
Une série de spin-off 4-komas écrite par plusieurs artistes est publiée pas Tokuma Shoten depuis août 2015 et a été publié par Seven Seas Entertainement depuis mai 2016.

#### Liste des tomes
| no | Japonais          | Japonais           | Français          | Français          |
| no | Date de sortie    | ISBN               | Date de sortie    | ISBN              |
| -- | ----------------- | ------------------ | ----------------- | ----------------- |
| 1  | 13 septembre 2012 | 978-4-19-950306-1  | 3 novembre 2017   | 978-2-37717-076-0 |
| 2  | 13 février 2013   | 978-4-19-950324-5  | 3 novembre 2017   | 978-2-37717-077-7 |
| 3  | 13 juillet 2013   | 978-4-19-950347-4  | 23 février 2018   | 978-2-37717-093-7 |
| 4  | 13 novembre 2013  | 978-4-19-950362-7  | 18 mai 2018       | 978-2-37717-118-7 |
| 5  | 13 mars 2014      | 978-4-19-950386-3  | 24 août 2018      | 978-2-37717-157-6 |
| 6  | 13 septembre 2014 | 978-4-19-950412-9  | 19 octobre 2018   | 978-2-37717-156-9 |
| 7  | 13 mars 2015      | 978-4-19-950441-9  | 22 mars 2019      | 978-2-37717-198-9 |
| 8  | 12 août 2015      | 978-4-19-950465-5  | 21 juin 2019      | 978-2-37717-222-1 |
| 9  | 13 février 2016   | 978-4-19-950492-1  | 27 septembre 2019 | 978-2-37717-241-2 |
| 10 | 13 juin 2016      | 978-4-19-950513-3  | 31 janvier 2020   | 978-2-37717-269-6 |
| 11 | 12 novembre 2016  | 978-4-199505-35-5  | 5 juin 2020       | 978-2-37717-299-3 |
| 12 | 13 avril 2017     | 978-4-19 9505-60-7 | 28 août 2020      | 978-2-37717-329-7 |
| 13 | 13 octobre 2017   | 978-4-19-950590-4  | 20 novembre 2020  | 978-2-37717-357-0 |
| 14 | 13 juin 2018      | 978-4-19-950630-7  | 26 février 2021   | 978-2-37717-386-0 |
| 15 | 13 juin 2019      | 978-4-19-950656-7  | 28 mai 2021       | 978-2-37717-400-3 |
| 16 | 12 juin 2020      | 978-4-19-950708-3  | 28 juin 2024      | 978-2-37717-618-2 |
| 17 | 11 juin 2021      | 978-4-19-950742-7  |                   |                   |
| 18 | 13 février 2023   | 978-4-19-950802-8  |                   |                   |
| 19 | 13 mars 2024      | 978-4-19-950848-6  |                   |                   |
| 20 | 13 mars 2025      | 978-4-19-950899-8  |                   |                   |

#### Monster Musume: Everyday Life with Monster Girls
| no | Japonais          | Japonais          |
| no | Date de sortie    | ISBN              |
| -- | ----------------- | ----------------- |
| 1  | 12 août 2015      | 978-4-19-950467-9 |
| 2  | 12 septembre 2015 | 978-4-19-950469-3 |
| 3  | 13 février 2016   | 978-4-19-950494-5 |
| 4  | 13 février 2016   | 978-4-19-950495-2 |
| 5  | 13 février 2020   | 978-4-19-950697-0 |
| 6  | 13 février 2020   | 978-4-19-950698-7 |

### Anime
L'adaptation en anime est annoncée en mars 2015. La série est réalisée au sein des studios Lerche et Seva par Tatsuya Yoshihara, sur un scénario de Kazuyuki Fudeyasu et des compositions de Hiroaki Tsutsumi et manzo. Elle est diffusée initialement à partir du 7 juillet 2015 sur Tokyo MX au Japon et en simulcast sur Crunchyroll dans les pays francophones.
Cette dernière est accompagnée de courts épisodes, intitulés Hobo Mainichi OO! Namappoi Dōga (モンスター娘のいる日常 ほぼ毎日◯◯！生っぽい動画), mis en ligne sur le site de partage de vidéo Niconico pour une période de 24 heures,.

#### Liste des épisodes
| No | Titre en français                                     | Titre original                                                     | Date de 1re diffusion |
| -- | ----------------------------------------------------- | ------------------------------------------------------------------ | --------------------- |
| 1  | Le quotidien aux côtés d’une lamia                    | ラミアのいる日常 Ramia no iru nichijō                              | 7 juillet 2015        |
| 2  | Le quotidien aux côtés d’une harpie et d’une centaure | ハーピーとケンタウロスのいる日常 Hāpī to kentaurosu no iru nichijō | 14 juillet 2015       |
| 3  | Un quotidien aventureux                               | アブない事情な日常 Abunai jijō na nichijō                          | 21 juillet 2015       |
| 4  | Le quotidien aux côtés d’une slime                    | スライムのいる日常 Suraimu no iru nichijō                          | 28 juillet 2015       |
| 5  | Le quotidien aux côtés d’une sirène                   | 人魚のいる日常 Ningyo no iru nichijō                               | 4 août 2015           |
| 6  | Un quotidien où mue et ponte se côtoient              | 脱皮と産卵する日常 Dappi to sanran suru nichijō                    | 11 août 2015          |
| 7  | Le quotidien aux côtés des MON et d’une arachné       | MONとアラクネのいる日常 MON to arakune no iru nichijō              | 18 août 2015          |
| 8  | Un quotidien bouleversé par la maladie                | 体調不良な日常 Taichō furyō na nichijō                             | 25 août 2015          |
| 9  | Un quotidien assombri par une lettre de menace        | 脅迫状が来た日常 Kyōhakujō ga kita nichijō                         | 1er septembre 2015    |
| 10 | Le quotidien avec D                                   | Dのいる日常 D no iru nichijō                                       | 8 septembre 2015      |
| 11 | Le quotidien avec un Dullahan                         | デュラハンのいる日常 Durahan no iru nichijō                        | 15 septembre 2015     |
| 12 | Le quotidien avec des demi-humaines                   | モンスター娘たちのいる日常 Monsutā musume-tachi no iru nichijō     | 22 septembre 2015     |

#### Musique
| Générique | Titres                                       | Artistes                                                                                             |
| --------- | -------------------------------------------- | --- |
| Début     | Saikōsoku Fall in Love (最高速 Fall in Love) | Sora Amamiya, Ari Ozawa, Natsuki Aikawa, Mayuka Nomura, Haruka Yamazaki, Sakura Nakamura, Ai Kakuma. |
| Fin       | Hey! Smith!! (Hey!スミス!!, Hey! Sumisu!!)   | Yū Kobayashi, Momo Asakura, Yurika Kubo, Rei Mochizuki, Saori Ōnishi.                                |

### Jeu vidéo
Un jeu vidéo en ligne sur ordinateur basé sur la série est annoncé sur le site internet de la série télévisée, à l'occasion de la diffusion du premier épisode. Le jeu est développé par DMM Games et est prévu pour 2015 sur PC. Il sort le 21 décembre 2015 mais est stoppé le 22 novembre 2016.

### Édition japonaise
1. 1 2 3  Tome 1
2. 1 2 3  Tome 20
3. 1 2  Tome 2
4. 1 2  Tome 3
5. 1 2  Tome 4
6. 1 2  Tome 5
7. 1 2  Tome 6
8. 1 2  Tome 7
9. 1 2  Tome 8
10. 1 2  Tome 9
11. 1 2  Tome 10
12. 1 2  Tome 11
13. 1 2  Tome 12
14. 1 2  Tome 13
15. 1 2  Tome 14
16. 1 2  Tome 15
17. 1 2  Tome 16
18. 1 2  Tome 17
19. 1 2  Tome 18
20. 1 2  Tome 19